# Cemitério-jardim
O cemitério-jardim é originário dos Estados Unidos. A sua característica principal é a paisagem, sem a presença de monumentos, onde a única identificação de um túmulo é uma placa de bronze ou granito colocada sobre o solo, sem a presença de arte tumular.
Esses cemitérios aparentemente promovem a igualdade entre os homens, sem discriminação econômica. Porém, a ausência de ostentação e a representação simbólica da riqueza não retiram o caráter de desigualdade gerado pela concessão privada do jazigo. Como todos os presentes no cemitério pagaram para ali estarem, a homogeneização é mediada pela propriedade do solo cemiterial, ou seja, o nivelamento buscado através do jardim só ocorre para quem consegue comprar a moradia mortuária.

## No Brasil
O primeiro cemitério-jardim do Brasil é o Cemitério da Paz em São Paulo, no bairro do Morumbi, criado em 1965, de origem protestante. Lá estão alguns personagens como cantores de São Paulo como Adoniran Barbosa e Miriam Batucada.
Um dos fatos que ajudaram a popularizar a idéia de cemitério-jardim, foi a transmissão ao vivo do enterro de Ayrton Senna e o do grupo Mamonas Assassinas, cujos espetáculos finais terminaram com as imagens em dois cemitérios-jardim, o do Morumbi e o Jardim das Primaveras, em Guarulhos.   
A maioria dos cemitérios particulares construídos hoje no Brasil são cemitérios-jardim. Em São Paulo são instalados em cidades da Região Metropolitana como Guarulhos, Mairiporã, Cotia, Taboão, Embu, geralmente próximos às rodovias para promover um fácil acesso.

## Em Portugal
Em Portugal alguns dos mais recentes cemitérios são cemitérios-jardim. Em Lisboa, o cemitério de Carnide é um exemplo.